# Super Express
Super Express ist ein in Warschau herausgegebenes  polnisches Online-Portal und eine überregionale Boulevardzeitung mit täglichem Erscheinungsrhythmus. Sie erscheint seit 1991, hatte im Januar 2009 eine gedruckte Auflage von etwa 330.000 Exemplaren pro Ausgabe und verkaufte durchschnittlich 206.000 Exemplare, 2015 etwa 140.000. 2023 setze sie im Print und elektronisch noch knapp 70.000 Exemplare ab, während die einfache Auflage 2018 bei 200.000 gelegen hatte.

## Positionierung
Lange orientierte sich Super Express an Erscheinungsbild und Themenwahl der britischen Yellow Press. Inzwischen (2023) setzt die Redaktion neben dem Polit-Boulevard auch auf seriösere Formate, die auf einem YouTube-Kanal mit über 1 Mio. Abonnenten dargeboten werden. Während das Blatt früher durch eher undifferenzierte Politikerschelte auffiel und überdurchschnittlich häufig von Sympathisanten von Recht und Gerechtigkeit gelesen wurde, wandelte sich sein Profil in den letzten Jahren hin zu einem kämpferisch-linksliberalen Organ mit jüngerer Klientel, das der Platforma Obywatelska nahesteht. Super Express-Anchorwoman Kamila Biedrzycka gilt als scharfe Kritikerin der Partei von Jarosław Kaczyński und verließ 2016 den öffentlichen Sender TVP Info, nachdem sie ihre Sendung verloren hatte. Seit Anfang 2025 führt der ehemalige Premierminister Leszek Miller mit dem Journalisten Jacek Prusinowski durch ein zeithistorisches Format.

## Gründung und Besitzverhältnisse
Die Zeitung wurde 1991 als zweites Tabloid-Medium im Land nach Fakt von dem studierten Soziologen Grzegorz Lindenberg gegründet, der auch zum Gründerkreis der Gazeta Wyborcza gehörte und zwei Jahre deren Holdinggesellschaft Agora S.A. vorstand. Bereits 1995 startete ein Internetportal von Super Express. Seit April 1996 erscheint eine Lizenzausgabe in den USA mit eigenem Verlag.
Chefredakteur war seit 2007 Sławomir Jastrzębowski, der 2014 auch Chefredakteur der übrigen Medien der Gruppe wurde. Ihm folgte 2018 Grzegorz Zasępa nach. Die Zeitung war bis 2007 ein Joint Venture unter Beteiligung der schwedischen Mediengruppe Bonnier AB. Seitdem gehört die Zeitung zur polnischen Verlagsgruppe Murator S.A., einer Tochtergesellschaft der ZPR S.A. Haupteigentümer ist Zbigniew Benbenek, ein Medien- und Unterhaltungsunternehmer mit Kontakten in beide großen politischen Lager.

## Charakteristik
Die Zeitung ist bekannt für die Veröffentlichung von in Polen stattfindenden Affären und Clickbaiting. Einst verstieß sie vor den Parlamentswahlen 1993 und den Präsidentschaftswahlen 1995 gegen die von den Medien vereinbarte Vorwahlruhe, als sie unterdessen Ergebnisse von Wahlumfragen veröffentlichte.
Kurz vor Beginn der Fußball-Europameisterschaft 2008 veröffentlichte die Zeitung eine Fotomontage, auf der der polnische Nationaltrainer Leo Beenhakker mit den abgetrennten Köpfen von Michael Ballack und Joachim Löw zu sehen war. Später entschuldigte sich Beenhakker, der an dieser Veröffentlichung nicht beteiligt war, öffentlich für diese Berichterstattung; der polnische Botschafter in Deutschland, Marek Prawda, bezeichnete die Beiträge als eine Geschmacklosigkeit.